# Ratha (architecture)

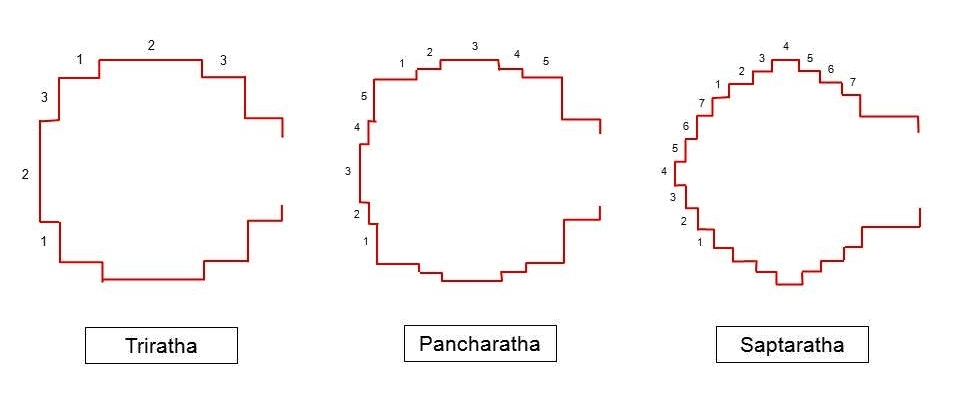
Plans de trois principaux types de bâtiments avec rathas

Dans l'architecture des temples hindouistes, un ratha désigne des facettes, saillants verticaux ou ressauts rythmant les parois des temples 
.
En sanskrit, le mot Ratha, signifie « char » sans que le lien avec cette notion de char n'ait pu être éclaircie.

Si la paroi présente un seul ressaut, on va parler de temple à trois rathas (triratha) : le ressaut et les parois de chaque côté .
En cas de ressaut principal et de deux ressauts secondaires, on parle de temple à 5 rathas (pancharatha). Il existe aussi des temples à 7 rathas (saptaratha)  et à 9 rathas (navaratha).
Le ressaut du ratha peut être aussi recreusé vers l'intérieur : ce sont des rathas avec retraits .
Exemples de temples triratha
- Temple de Parasurameswar à Bhubaneswar

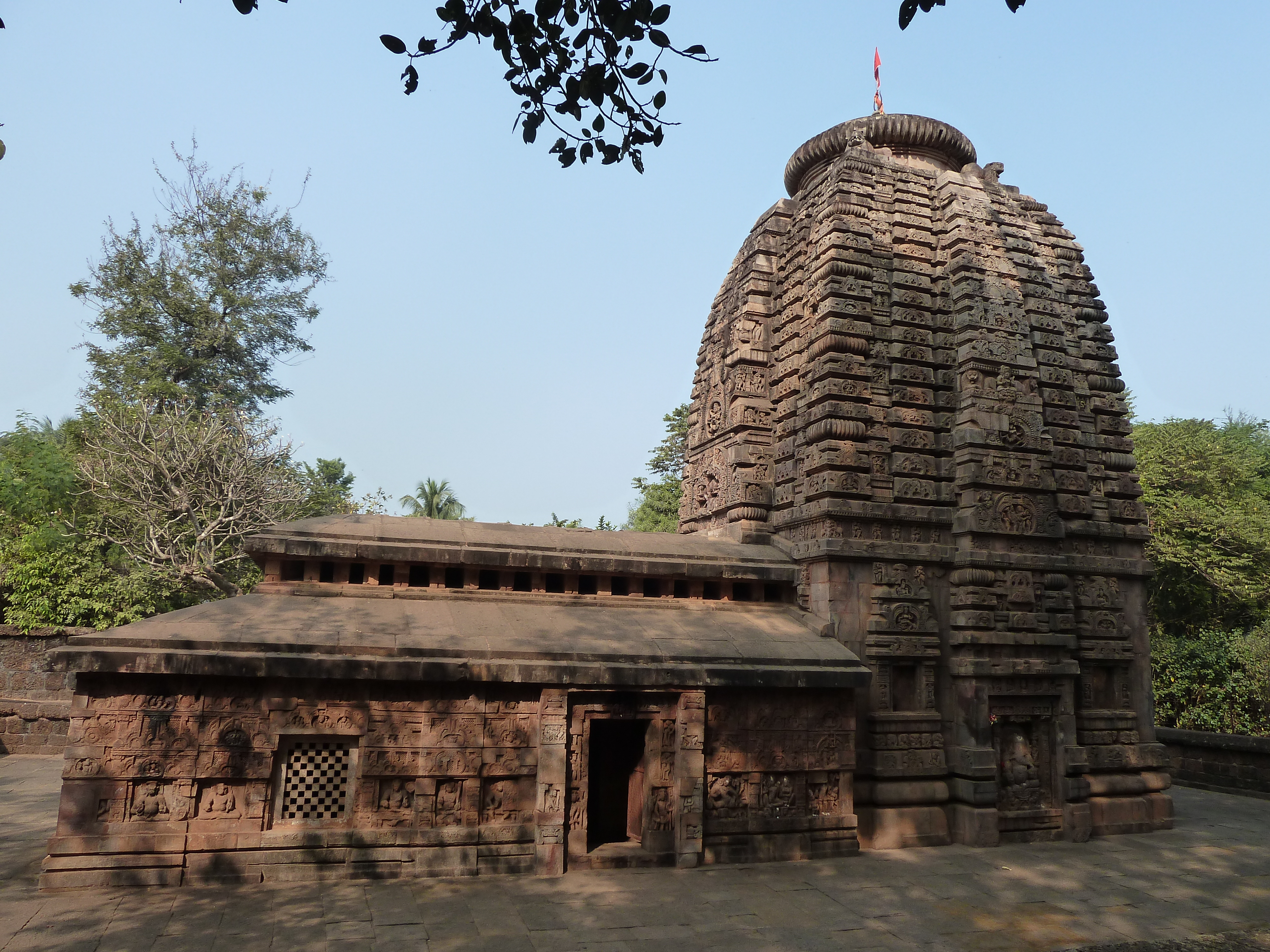
Temple Parasurameswar à 3 rathas (Bhubaneswar)

Exemples de temples pancharatha
- Temple de Jagannath à Puri, Orissa
- Temple de Lingaraja à Bhubaneswar
- Temple de Lakshmana à Khajuraho

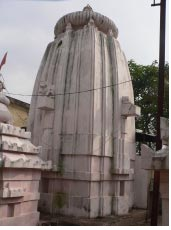
Temple Isanesvara à Bhubaneswar
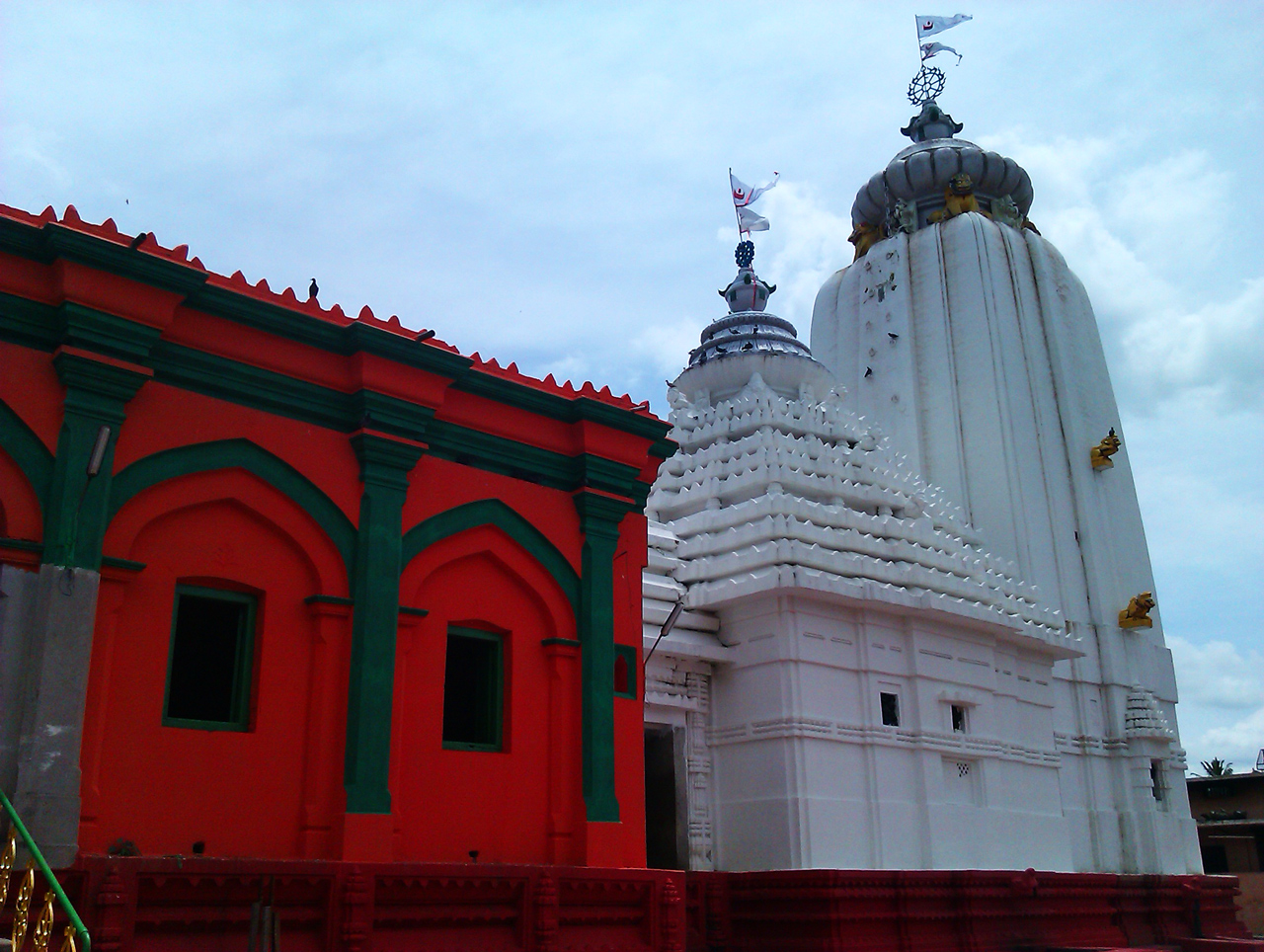
Temple de Jagannath à Baripada
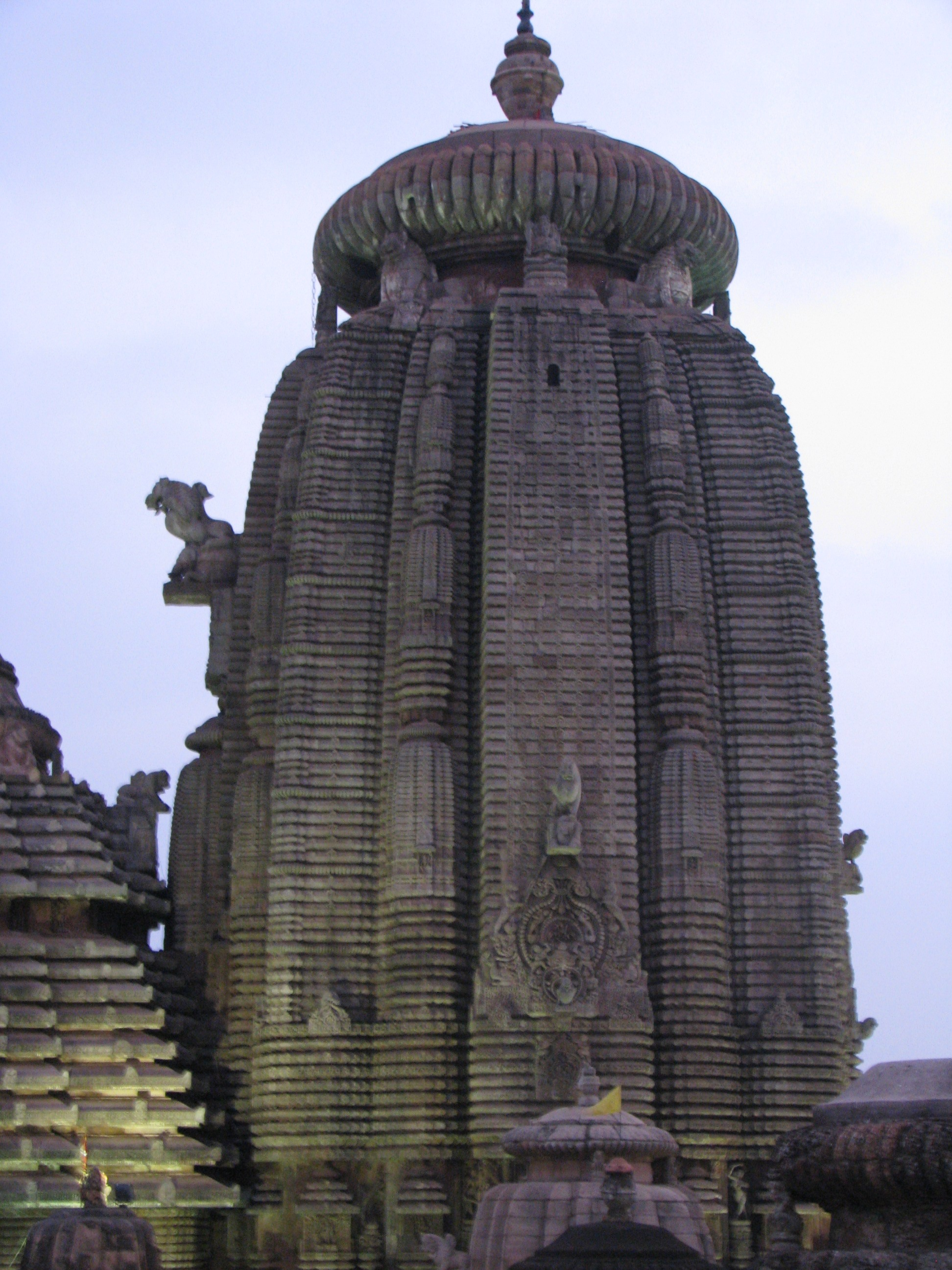
Temple de Lingaraja à 5 rathas avec retraits

Exemples de temples saptaratha
- Temple de Chaturbhuja à Khajuraho
- Temple de Shiva Lakhesvara près de Bhubaneswar
- Sikhara du temple de Swayambhunath à Katmandou

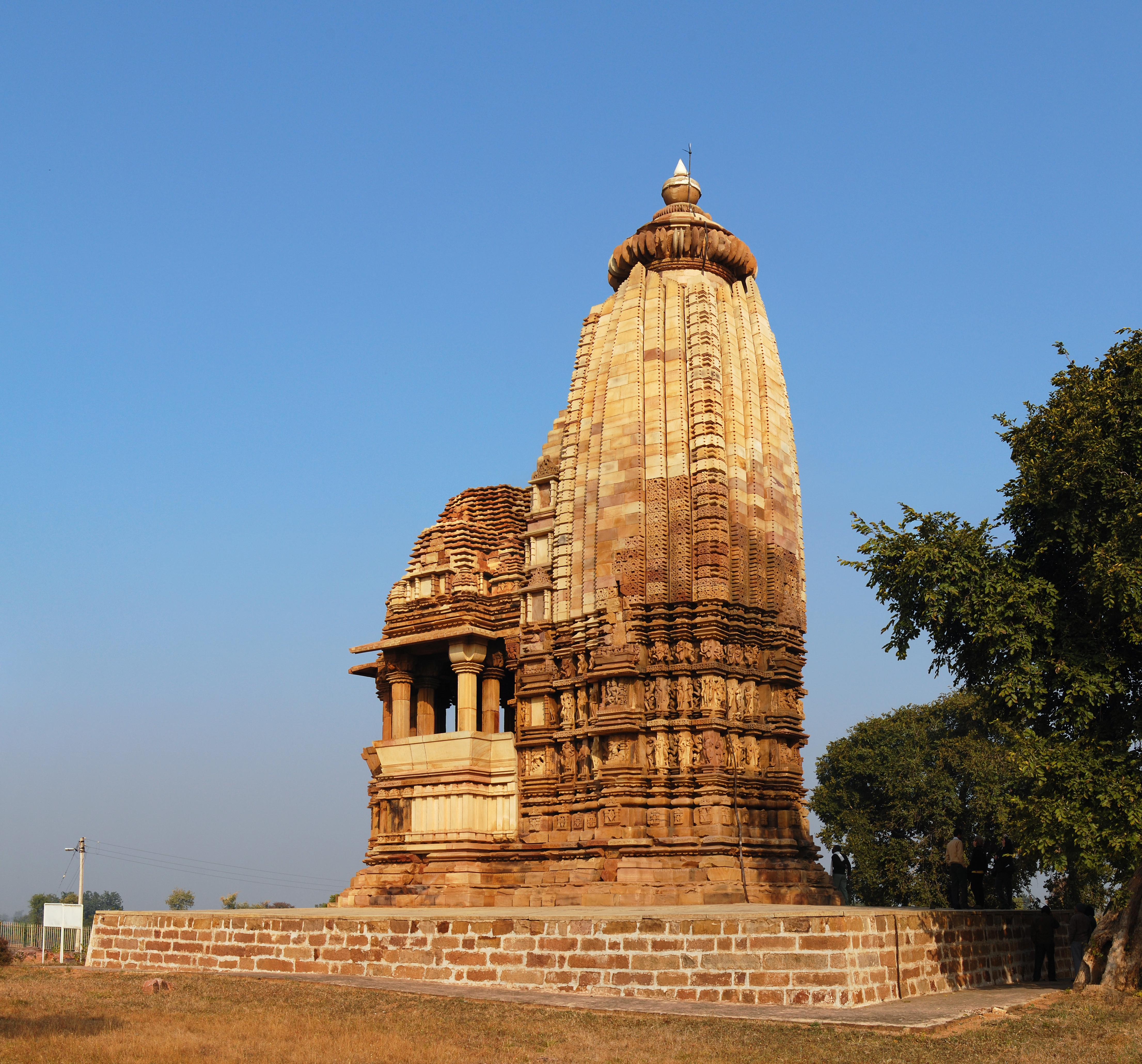
Temple de Chaturbhuja
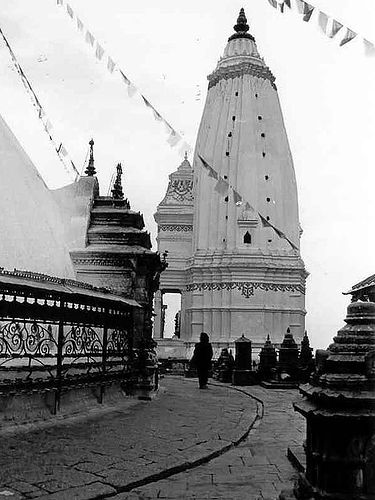
Sikhara de Swayambunath

Exemples de temples navaratha
- Temple d'Adinath à Khajuraho
- Temple de Vamana à Khajuraho
- Temple de Shiva Purvesvara près de Bhubaneswar

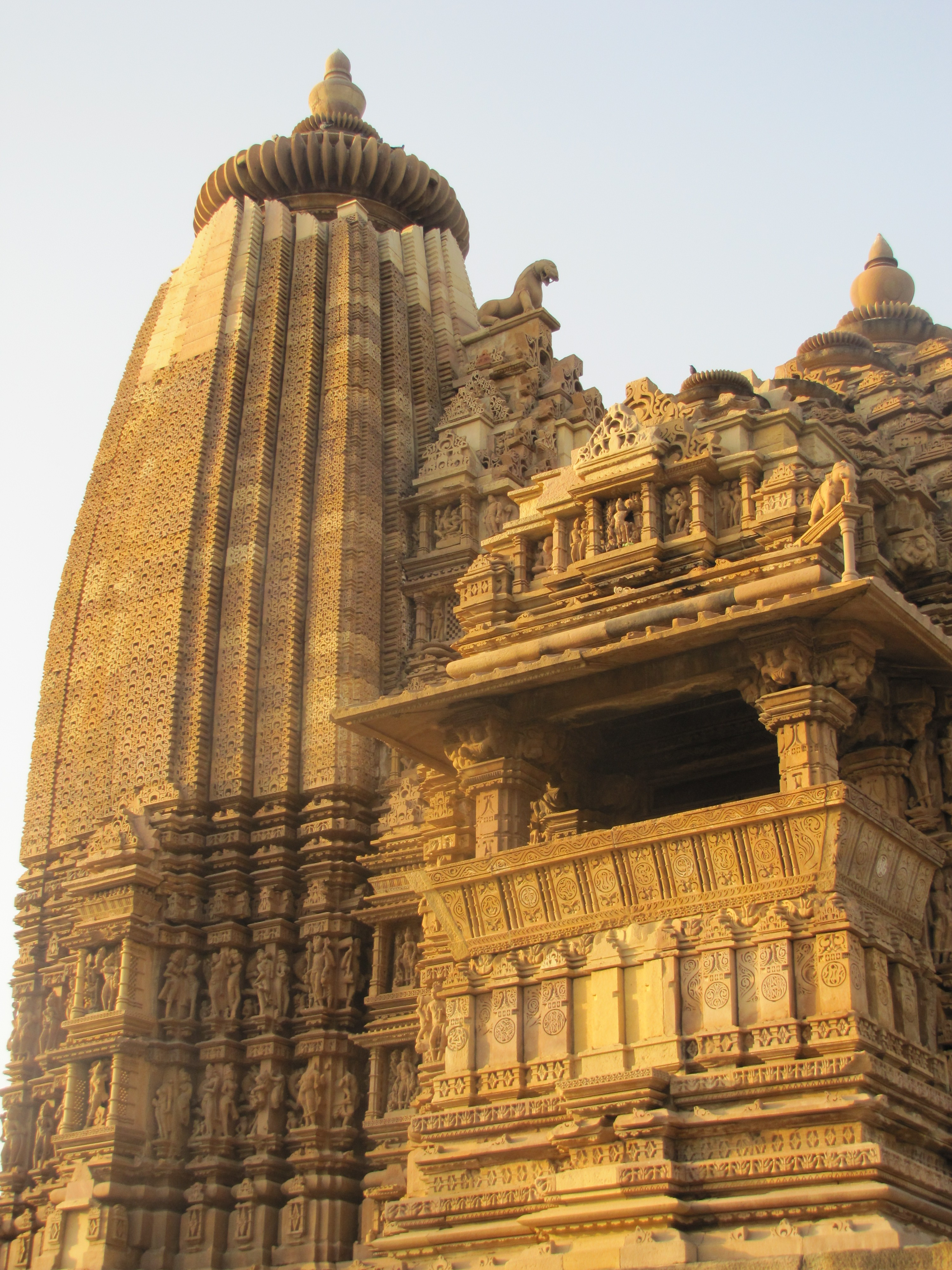
Temple de Vamana
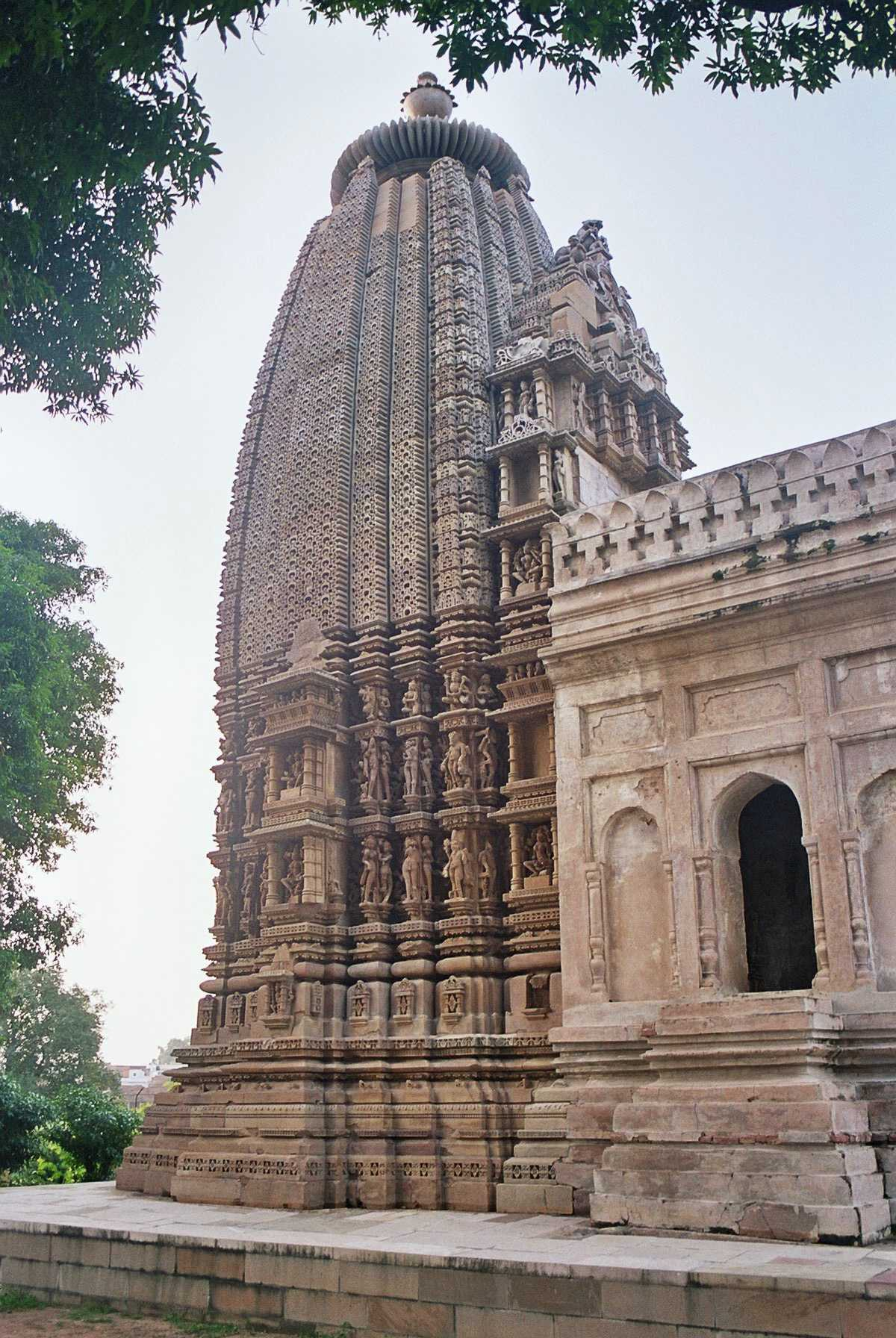
Temple d'Adinath

Les rathas sont eux-mêmes retravaillés et fortement décorés de figures géométriques ou portant des statues figuratives. Telles que la statue d'un gardien surveillant l'extérieur ou une niche avec la statue d'une divinité .